# 鵜原理想郷
鵜原理想郷（うばらりそうきょう）は、千葉県勝浦市鵜原の太平洋に面した勝浦湾の西側に突出する明神岬周辺の海岸景勝地。

## 概要
太平洋に面した勝浦湾の西側に位置し、起伏に富んだ岬が続くリアス式海岸と日本の渚百選にも選ばれた鵜原海岸の砂浜が広がる景勝地であり、南房総国定公園の一角に位置する。
入り江を覆うように木々や海岸性の植物が岬の先端までに及ぶ。その複雑な自然造形に惹かれ、古くから多くの文人墨客などが訪れ、数々の作品を残したほど美しく優れた自然景観をもっている。特に与謝野晶子は、1936年（昭和11年）4月 - 5月に友人画伯らと当地に滞在し、76首の歌を詠んでいる。
2017年（平成29年）12月、鵜原理想郷ヤマユリの会により縄文土器片を発見し、2018年（平成30年）3月、千葉県の遺跡リストに「鵜原手弱女平遺跡」として登録される。
風光明媚な環境から大正初期には当地を別荘地とする計画があり、「理想郷」と呼ばれるようになったのが鵜原理想郷の由来であるとされている。

## 名所

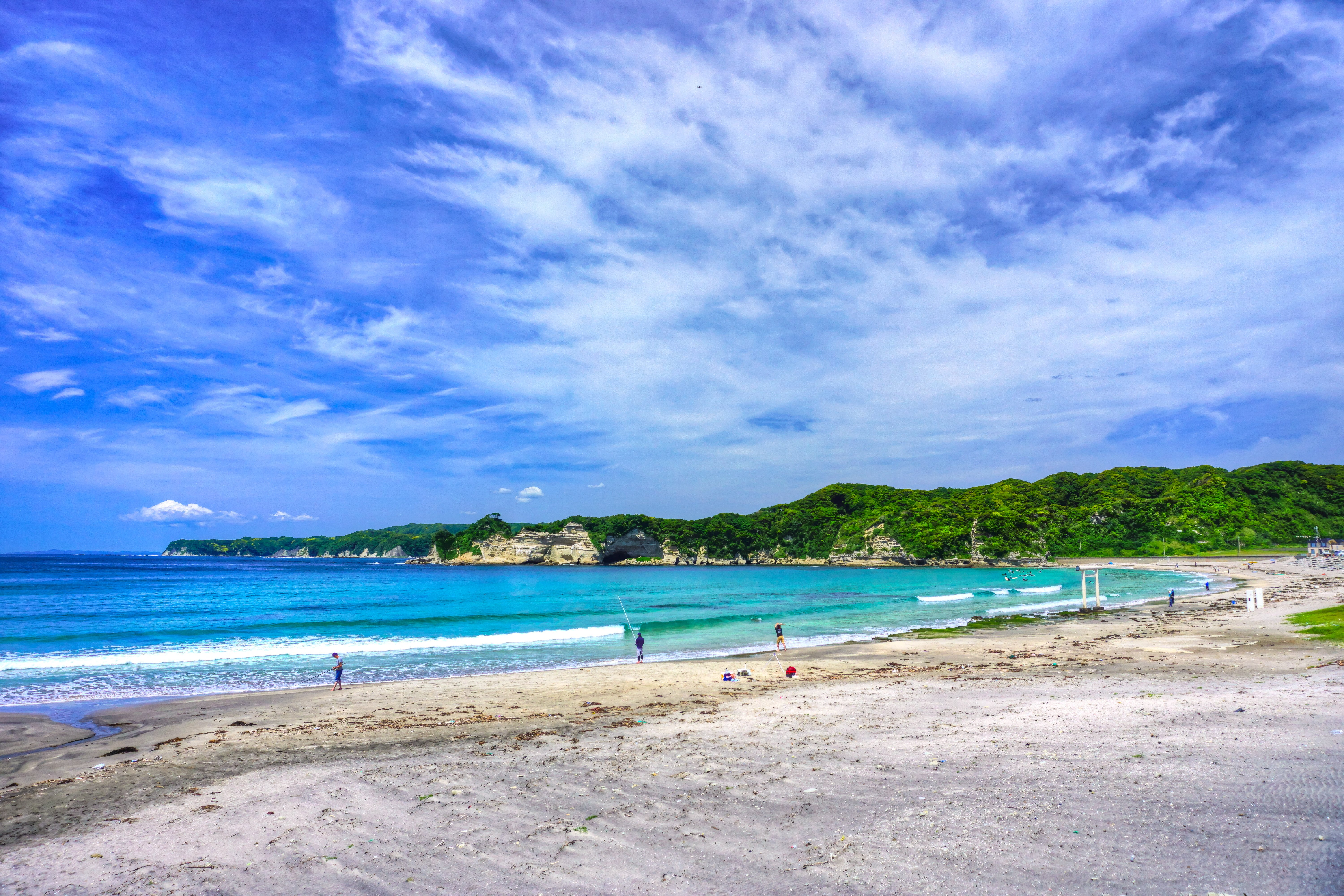
鵜原海岸

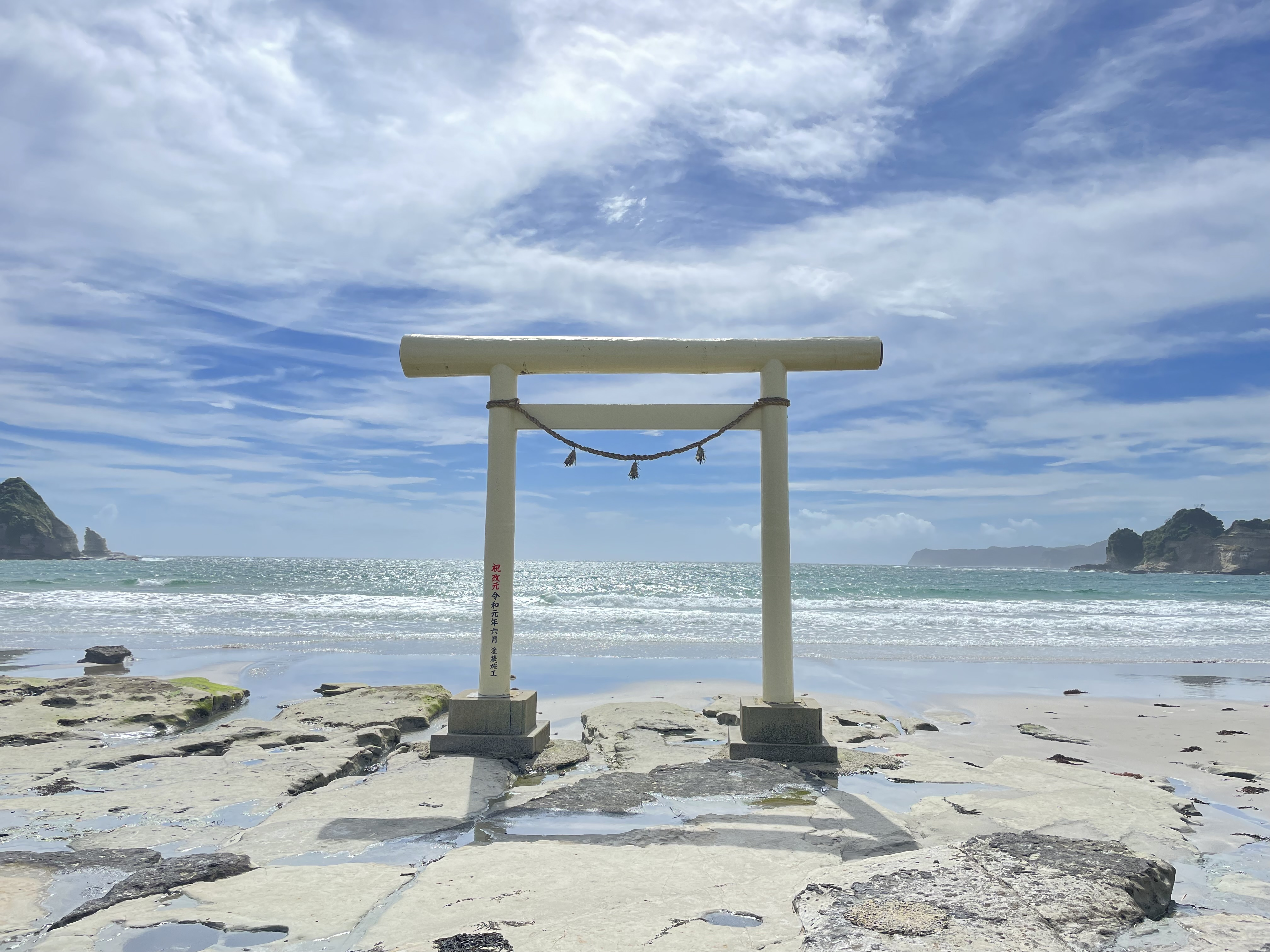
鵜原海岸、八坂神社の一ノ鳥居

JR鵜原駅から南へ歩いて約10分のところに鵜原理想郷ハイキングコースの入口となる駐車場がある。コースは岬を一周する2300メートルであり、明神岬一帯はハイキングコースに沿って名勝（景勝地）が続いている。
- 手弱女平（たおやめだいら）
ハイキングコース起点から約650メートルの地点にあり、岬が東に向かって突き出た岩山になっている。東に勝浦海中公園（海中展望塔）、遠くに八幡岬を望む。ここには、鐘付きのデザインベンチがあり、ベンチに腰掛けながら鐘を鳴らしたり、記念撮影にも最適な場所となっている。また、手弱女平の手前には、休憩用の四阿がある。
- 毛戸岬（けどみさき）
手弱女平から約450メートルの地点にあり、明神岬の中で最南端に位置する。東の間近いところにひとつ山が見え、南に鵜原島を望む。四阿の北側にヤブツバキの群生林があり、冬から春にかけて赤い花が咲く。
- 白鳳岬（はくほうみさき）
毛戸岬から約200メートルの地点にあり、岬の先端の方向に鵜原島を望む。採石場と思われる跡地があり、先端は断崖絶壁となっている。
- 黄昏の丘（たそがれのおか）
白鳳岬から約60メートルの地点にあり、四方を見渡すように四阿が建っている。名所の中で最も高い位置にあり海抜約30メートルある。北西に望む鵜原湾と守谷地区・興津地区の岬は、南側の太平洋とは対照的な景色となっている。太平洋側に目を向けると、鐘付デザインベンチのある手弱女平を見ることができる。春には早咲きの桜（カンヒザクラ）がみられる。
- 鵜原海岸（うばらかいがん）
黄昏の丘からおよそ200メートル地点のトンネルを抜けると、手前に船曳場があり、鵜原海岸に繋がる。鵜原海岸は、守谷海岸とともに「日本の渚百選」に選ばれた遠浅かつ波静かな海岸で、夏は海水浴場として多くの人でにぎわう。
- 鵜原漁港（うばらぎょこう）
鵜原海岸沿いの道路から折り返すように右に曲がり、細長いトンネルを出た正面が鵜原漁港に繋がる。漁船などが停泊し、整備された船曳場などと対照的に、複雑に侵食された崖が見える印象的な港である。ここがハイキングコース最後の名勝となる。

## 自然
太平洋に突出した明神岬には、海岸の植物や磯の動植物なども種類は豊かで、分布上も注目されるものが多い。
- ヤマユリ
  - 鵜原理想郷ヤマユリの会[5]によって保護活動が行われている。定期的に観察会も実施している[2]。
- オニユリ
- ヤブツバキ
- カンヒザクラ

## 文学
風光明媚な当地はかつて数々の文人墨客が訪れ、景勝地は「文豪の地」として親しまれた。
日本の作家、俳人、洋画家として有名である、三島由紀夫、篠田悌二郎、与謝野晶子、石井柏亭、辻永、中村研一、耳野卯三郎などが訪れている。当地には篠田悌二郎などの歌碑、詩碑が立つ。

### 代表作
- 三島由紀夫
  - 「類ひない岬の風光優雅な海岸線、窄いがいひしれぬ余韻をもった湾口の眺め、たたなはる岬のかずかず、殆んど非の打ち処のない風景を持ちながら、その頃までに喧伝されて来た多くの海岸の名声に比べると、不当なほど不遇にみえる鷺浦は、少数の画家や静寧の美を愛する一部の人の間にのみ知られていて――」（岬にての物語より）
- 篠田悌二郎
  - 「崎山に 千草の平ら 虫の原[6]」

## 周辺施設
- 鵜原漁港
- 鵜原海岸（海水浴場）
- 勝浦海中公園
- 千葉県立中央博物館分館（海の博物館）

## 交通

### 公共交通機関
鉄道
- JR外房線：鵜原駅より、徒歩約10分
  - 「一周2300米鵜原ハイキングコース」と刻まれた道標があり

### 自動車
一般道路
- 国道297号

高速道路
- 首都圏中央連絡自動車道：市原鶴舞インターチェンジ

駐車場
- 鵜原理想郷入口には、鵜原理想郷利用者専用の無料駐車場がある。普通車10台、大型バス1台が駐車可能。
  - 駐車場が「鵜原理想郷ハイキングコース」の起終点となる。鵜原海岸側には専用駐車場はない。